# Manuel Apaúnio
Manuel Apaúnio (em latim: Manuel; em grego: Μανουήλ; romaniz.: Manouḗl; em armênio: Մանվել; romaniz.: Manvel) foi um nobre armênio (nacarar) do século VI, membro da família Apaúnio, ativo no reinado do xainxá Cosroes II (r. 590–628).

## Vida

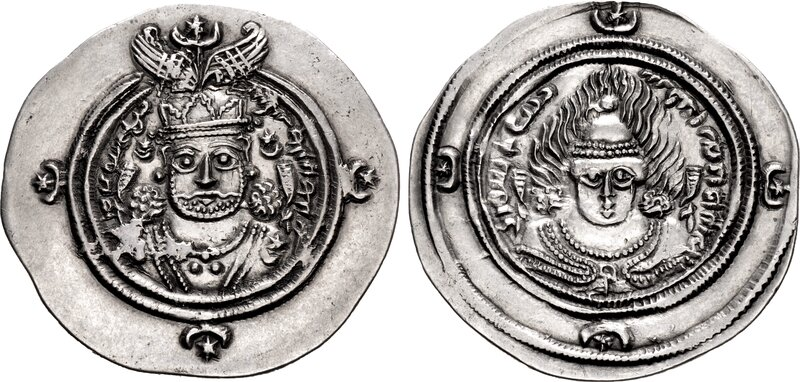
Dracma de r.

A parentela de Manuel é incerta, exceto que pertenceu à família Apaúnio e que era senhor (tanuter) de seu clã. A julgar que é mencionado ao lado de outros membros de sua família (Artavasdes, Maictes e Bestã), é possível que estivessem aparentados. Serviu como um dos nobres armênios que participaram na expedição do marzobã Simbácio IV, provavelmente ocorrida em 608, contra um contingente de "cuchanas" (heftalitas) que havia invadido o Império Sassânida no Oriente. O exército de Simbácio era formado por cerca de dois mil cavaleiros. Os invasores haviam se espalhado em várias direções, mas ao saberem de sua chegada, supostamente se reagruparam e fugiram. Simbácio os perseguiu e alcançou. Na batalha que se seguiu, o exército cuchana fugiu e foi derrotado. Simbácio então decidiu acampar em Apre Xar, nas cercanias de Nixapur, antes de se dirigir com 300 homens para a vila murada de Crocte.